# Liste der Monuments historiques in Aix-Villemaur-Pâlis
Die Liste der Monuments historiques in Aix-Villemaur-Pâlis führt die Monuments historiques in der französischen Gemeinde Aix-Villemaur-Pâlis auf.

## Liste der Immobilien
| Bezeichnung                    | Beschreibung                                    | Standort                                             | Kennzeichnung | Schutzstatus | Datum | Bild           |
| ------------------------------ | ----------------------------------------------- | ---------------------------------------------------- | ------------- | ------------ | ----- | -------------- |
| Kirche Nativité-de-la-Vierge   | ab dem 16. Jahrhundert                          | Aix-en-Othe, place de l’Hôtel de Ville (Lage)        | PA00078015    | Inscrit      | 1980  | weitere Bilder |
| Kapelle St-Avit                | aus dem 15. Jahrhundert; heute Friedhofskapelle | Aix-en-Othe, rue Saint-Avit, auf dem Friedhof (Lage) | PA00078014    | Inscrit      | 1975  | weitere Bilder |
| Markthalle                     | 1889 erbaut                                     | Aix-en-Othe, place de l’Hôtel de Ville (Lage)        | PA00135304    | Inscrit      | 1995  | weitere Bilder |
| Kirche Assomption-de-la-Vierge | ab dem 13. Jahrhundert                          | Villemaur-sur-Vanne, rue de l’Église (Lage)          | PA00078302    | Classé       | 1972  | weitere Bilder |
| Brücke über die Vanne          | aus dem 17. Jahrhundert                         | Villemaur-sur-Vanne, rue Notre-Dame (Lage)           | PA00078303    | Inscrit      | 1984  |                |
| Pierre aux dix doigts          | jungsteinzeitlicher Wetzrillenstein             | Villemaur-sur-Vanne, westlich des Ortes (Lage)       | PA00125381    | Inscrit      | 1993  | weitere Bilder |

## Liste der Objekte
| Bezeichnung                                                                           | Beschreibung                                                                                                  | Standort                                                          | Kennzeichnung | Schutzstatus   | Datum | Bild           |
| ------------------------------------------------------------------------------------- | --- | ----------------------------------------------------------------- | ------------- | -------------- | ----- | -------------- |
| Kelch und Patene mit Passionsszenen                                                   | Silber, 17. Jahrhundert                                                                                       | Aix-en-Othe, im Hôtel de Ville (Lage)                             | PM10000005    | Classé         | 1896  |                |
| Triptychon: Mariä Verkündigung, Anbetung der Könige, Rast auf der Flucht nach Ägypten | Ölfarbe auf Holz, Anfang des 16. Jahrhunderts                                                                 | Aix-en-Othe, im Hôtel de Ville (Lage)                             | PM10000006    | Classé         | 1908  |                |
| Truhe für die Kirchenbücher                                                           | Holz, um 1500                                                                                                 | Aix-en-Othe, in der Kirche Nativité-de-la-Vierge (Lage)           | PM10000007    | Classé         | 1913  |                |
| Paxtafel Christus                                                                     | Kupfer, vergoldet, 18. Jahrhundert                                                                            | Aix-en-Othe, im Hôtel de Ville (Lage)                             | PM10000014    | Classé         | 1913  |                |
| Skulptur Madonna mit Kind                                                             | Kalkstein, 1761                                                                                               | Aix-en-Othe, außen an der Kirche Nativité-de-la-Vierge (Lage)     | PM10000013    | Classé         | 1913  |                |
| Gemälde Elieser und Rebekka                                                           | Ölfarbe auf Holz, erste Hälfte des 16. Jahrhunderts                                                           | Aix-en-Othe, in der Kirche Nativité-de-la-Vierge (Lage)           | PM10000008    | Classé         | 1913  |                |
| Skulptur Johannes Evangelist                                                          | Holz, farbig gefast, 16. Jahrhundert                                                                          | Aix-en-Othe, in der Kirche Nativité-de-la-Vierge (Lage)           | PM10000010    | Classé         | 1913  |                |
| Kruzifix                                                                              | Holz, farbig gefasst, 16. Jahrhundert                                                                         | Aix-en-Othe, im Hôtel de Ville (Lage)                             | PM10000018    | Classé         | 1976  |                |
| Skulptur Heiliger Avitus                                                              | Holz, farbig gefasst und vergoldet, 16. Jahrhundert                                                           | Aix-en-Othe, in der Kirche Nativité-de-la-Vierge (Lage)           | PM10000019    | Classé         | 1913  |                |
| Kreuzreliquiar                                                                        | Silber, vergoldet, Halbedelsteine, Ende des 14. Jahrhunderts                                                  | Aix-en-Othe, im Hôtel de Ville (Lage)                             | PM10000002    | Classé         | 1896  |                |
| Paxtafel Mariä Verkündigung                                                           | Kupfer, vergoldet, 17. Jahrhundert; verschwunden                                                              | Aix-en-Othe, in der Kirche Nativité-de-la-Vierge (Lage)           | PM10000003    | Classé         | 1896  |                |
| Prozessionsbaldachin                                                                  | Wolle, bestickt, 16. Jahrhundert                                                                              | Aix-en-Othe, in der Kirche Nativité-de-la-Vierge (Lage)           | PM10000004    | Classé         | 1896  |                |
| Skulptur Maria Magdalena                                                              | Holz, farbig gefasst und vergoldet, Anfang des 16. Jahrhunderts                                               | Aix-en-Othe, in der Kirche Nativité-de-la-Vierge (Lage)           | PM10000009    | Classé         | 1913  |                |
| Stickerei Heiliger Avitus                                                             | Wolle, bestickt, 17. Jahrhundert                                                                              | Aix-en-Othe, in der Kirche Nativité-de-la-Vierge (Lage)           | PM10000012    | Classé         | 1913  |                |
| Gemälde Stiftung des Rosenkranzes                                                     | Altarbild in der Marienkapelle; Ölfarbe auf Leinwand, 17. Jahrhundert, von Jacques de Létin                   | Aix-en-Othe, in der Kirche Nativité-de-la-Vierge (Lage)           | PM10000017    | Classé         | 1975  |                |
| Zwei Heiligenskulpturen                                                               | Holz, farbig gefasst und vergoldet, Anfang des 16. Jahrhunderts                                               | Aix-en-Othe, in der Kirche Nativité-de-la-Vierge (Lage)           | PM10003023    | Classé         | 1913  |                |
| Hauptaltar                                                                            | Altartisch, Tabernakel und Retabel; Holz, farbig gefasst und vergoldet, 17. Jahrhundert; zugehörig PM10000016 | Aix-en-Othe, in der Kirche Nativité-de-la-Vierge (Lage)           | PM10003024    | Classé         | 1964  |                |
| Gemälde Mariä Himmelfahrt                                                             | Altarbild des Hauptaltars; Ölfarbe auf Leinwand, 17. Jahrhundert                                              | Aix-en-Othe, in der Kirche Nativité-de-la-Vierge (Lage)           | PM10000016    | Classé         | 1964  |                |
| Vier Gemälde von Heiligen                                                             | Ölfarbe auf Kupfer, 17. Jahrhundert                                                                           | Aix-en-Othe, im Hôtel de Ville (Lage)                             | PM10000011    | Classé         | 1913  |                |
| Skulptur Heilige Philomena                                                            | Kalkstein, vergoldet, 16. Jahrhundert                                                                         | Aix-en-Othe, in der Kirche Nativité-de-la-Vierge (Lage)           | PM10000015    | Classé         | 1957  |                |
| Schrein der heiligen Lucida                                                           | Holz, farbig gefasst und vergoldet, 1703                                                                      | Palis, in der Kirche (Lage)                                       | PM10001442    | Classé         | 1913  |                |
| Küsterbank                                                                            | Holz, 18. Jahrhundert                                                                                         | Villemaur-sur-Vanne, in der Kirche Assomption-de-la-Vierge (Lage) | PM10004024    | Inscrit        | 1973  |                |
| Paxtafel (1)                                                                          | Kupfer, vergoldet, 14. Jahrhundert; nach der Präsentation auf der Weltausstellung Paris 1900 verschwunden     | Villemaur-sur-Vanne, in der Kirche Assomption-de-la-Vierge (Lage) | PM10003465    | Classé         | 1896  |                |
| Lettner                                                                               | Holz, 1521 | Villemaur-sur-Vanne, in der Kirche Assomption-de-la-Vierge (Lage) | PM10002870    | Classé         | 1862  | weitere Bilder |
| Skulptur Heilige Barbara                                                              | Kalkstein, 16. Jahrhundert                                                                                    | Villemaur-sur-Vanne, in der Kirche Assomption-de-la-Vierge (Lage) | PM10002878    | Classé         | 1908  |                |
| Weihwasserbecken                                                                      | Gusseisen, 16. Jahrhundert; 1993 gestohlen                                                                    | Villemaur-sur-Vanne, in der Kirche Assomption-de-la-Vierge (Lage) | PM10002885    | Classé         | 1913  |                |
| Skulptur Maria                                                                        | Teil der Kreuzigungsgruppe auf dem Lettner; Holz, farbig gefasst und vergoldet, 16. Jahrhundert               | Villemaur-sur-Vanne, in der Kirche Assomption-de-la-Vierge (Lage) | PM10002891    | Classé         | 1960  |                |
| Truhe für die Kirchenbücher                                                           | Eichenholz, Eisenbeschläge, 14. und 16. Jahrhundert                                                           | Villemaur-sur-Vanne, in der Kirche Assomption-de-la-Vierge (Lage) | PM10002879    | Classé         | 1909  |                |
| Glocke                                                                                | Bronze, 1482 gegossen                                                                                         | Villemaur-sur-Vanne, in der Kirche Assomption-de-la-Vierge (Lage) | PM10002884    | Classé         | 1913  |                |
| Chorgestühl und Wandvertäfelung                                                       | Holz, 18. Jahrhundert; möglicherweise aus der Abtei St-Loup in Troyes                                         | Villemaur-sur-Vanne, in der Kirche Assomption-de-la-Vierge (Lage) | PM10002888    | Classé         | 1933  |                |
| Skulptur Ecce homo                                                                    | Kalkstein, erste Hälfte des 16. Jahrhunderts                                                                  | Villemaur-sur-Vanne, in der Kirche Assomption-de-la-Vierge (Lage) | PM10002894    | Classé         | 1974  |                |
| Kanzel                                                                                | Holz, vergoldet, 1777                                                                                         | Villemaur-sur-Vanne, in der Kirche Assomption-de-la-Vierge (Lage) | PM10004031    | Inscrit        | 1973  |                |
| Grabstein der Familie Ysabiaux                                                        | Kalkstein, 14. Jahrhundert                                                                                    | Villemaur-sur-Vanne, in der Kirche Assomption-de-la-Vierge (Lage) | PM10004033    | Inscrit        | 1973  |                |
| Schrein                                                                               | Kupfer, vergoldet, Email, 12. Jahrhundert                                                                     | Villemaur-sur-Vanne, in der Kirche Assomption-de-la-Vierge (Lage) | PM10002872    | Classé         | 1896  |                |
| Wandvertäfelung aus dem Pfarrhaus                                                     | Holz, 18. Jahrhundert; im Glockenturm deponiert                                                               | Villemaur-sur-Vanne, in der Kirche Assomption-de-la-Vierge (Lage) | PM10004025    | Inscrit        | 1973  |                |
| Grabstein für Thomas de Maraye                                                        | Kalkstein, bezeichnet 1320                                                                                    | Villemaur-sur-Vanne, in der Kirche Assomption-de-la-Vierge (Lage) | PM10004030    | Inscrit        | 1973  |                |
| Gemälde Kreuzabnahme                                                                  | Ölfarbe auf Leinwand, 17. Jahrhundert                                                                         | Villemaur-sur-Vanne, in der Kirche Assomption-de-la-Vierge (Lage) | PM10004032    | Inscrit        | 1984  |                |
| Skulptur Madonna mit Kind (1)                                                         | Kalkstein, farbig gefasst, 16. Jahrhundert                                                                    | Villemaur-sur-Vanne, in der Kirche Assomption-de-la-Vierge (Lage) | PM10002876    | Classé         | 1896  |                |
| Grabstein für Isabeau Creissart                                                       | Kalkstein, bezeichnet 1280                                                                                    | Villemaur-sur-Vanne, in der Kirche Assomption-de-la-Vierge (Lage) | PM10002880    | Classé         | 1913  |                |
| Grabstein für Jean und Isabelle Bourez                                                | Kalkstein, bezeichnet 1324                                                                                    | Villemaur-sur-Vanne, in der Kirche Assomption-de-la-Vierge (Lage) | PM10002881    | Classé         | 1913  |                |
| Skulptur Unterweisung Mariens                                                         | Kalkstein, farbig gefasst und vergoldet, 16. Jahrhundert                                                      | Villemaur-sur-Vanne, in der Kirche Assomption-de-la-Vierge (Lage) | PM10002899    | Classé         | 1984  |                |
| Skulptur Madonna mit Kind (2)                                                         | Kalkstein, farbig gefasst, 14. Jahrhundert (?)                                                                | Villemaur-sur-Vanne, in der Kirche Assomption-de-la-Vierge (Lage) | PM10002882    | Classé         | 1913  |                |
| Grabstein für Etienne Anginard                                                        | Kalkstein, bezeichnet 1536                                                                                    | Villemaur-sur-Vanne, in der Kirche Assomption-de-la-Vierge (Lage) | PM10002886    | Classé         | 1913  |                |
| Kirchenfenster                                                                        | aus dem 16. Jahrhundert                                                                                       | Villemaur-sur-Vanne, in der Kirche Assomption-de-la-Vierge (Lage) | PM10002887    | Classé         | 1972  |                |
| Kruzifix                                                                              | Teil der Kreuzigungsgruppe auf dem Lettner; Holz, farbig gefasst und vergoldet, 16. Jahrhundert               | Villemaur-sur-Vanne, in der Kirche Assomption-de-la-Vierge (Lage) | PM10002892    | Classé         | 1960  |                |
| Hauptaltar                                                                            | Tabernakel und Retabel; Holz, vergoldet, 18. Jahrhundert                                                      | Villemaur-sur-Vanne, in der Kirche Assomption-de-la-Vierge (Lage) | PM10002895    | Classé         | 1974  |                |
| Büste Die Republik                                                                    | Gips, 1877 von Paul Bacquet                                                                                   | Villemaur-sur-Vanne, in der Kirche Assomption-de-la-Vierge (Lage) | PM10004023    | Inscrit        | 1984  |                |
| Schranktruhe                                                                          | Holz, bezeichnet 1767                                                                                         | Villemaur-sur-Vanne, in der Kirche Assomption-de-la-Vierge (Lage) | PM10004026    | Inscrit        | 1973  |                |
| Grabstein des Eudes                                                                   | Kalkstein, 14. Jahrhundert                                                                                    | Villemaur-sur-Vanne, in der Kirche Assomption-de-la-Vierge (Lage) | PM10004029    | Inscrit        | 1973  |                |
| Paxtafel (2)                                                                          | Elfenbein, 15. Jahrhundert                                                                                    | Villemaur-sur-Vanne, in der Kirche Assomption-de-la-Vierge (Lage) | PM10002889    | Classé         | 1958  |                |
| Reliquiar                                                                             | Kupfer, versilbert, 15. Jahrhundert                                                                           | Villemaur-sur-Vanne, in der Kirche Assomption-de-la-Vierge (Lage) | PM10002874    | Classé         | 1896  |                |
| Prozessionskreuz                                                                      | Silber, Holz, 16. Jahrhundert                                                                                 | Villemaur-sur-Vanne, in der Kirche Assomption-de-la-Vierge (Lage) | PM10002875    | Classé         | 1896  |                |
| Zwei Skulpturen: Heiliger Bischof und Petrus                                          | Bronze, 15. Jahrhundert                                                                                       | Villemaur-sur-Vanne, in der Kirche Assomption-de-la-Vierge (Lage) | PM10002877    | Classé         | 1896  |                |
| Paxtafel (3)                                                                          | Kupfer, vergoldet, 17. Jahrhundert                                                                            | Villemaur-sur-Vanne, in der Kirche Assomption-de-la-Vierge (Lage) | PM10002893    | Classé         | 1968  |                |
| Kirchenbänke                                                                          | Holz, 18. Jahrhundert                                                                                         | Villemaur-sur-Vanne, in der Kirche Assomption-de-la-Vierge (Lage) | PM10004027    | Inscrit        | 1973  |                |
| Schranke um das Taufbecken                                                            | Holz, 18. Jahrhundert                                                                                         | Villemaur-sur-Vanne, in der Kirche Assomption-de-la-Vierge (Lage) | PM10004028    | Inscrit        | 1973  |                |
| Adlerpult                                                                             | Holz, 16. Jahrhundert                                                                                         | Villemaur-sur-Vanne, in der Kirche Assomption-de-la-Vierge (Lage) | PM10002871    | Classé         | 1896  |                |
| Reliquiar der Märtyrer                                                                | Kupfer, vergoldet, Glas, 15. Jahrhundert; zwischen 1943 und 1953 gestohlen                                    | Villemaur-sur-Vanne, in der Kirche Assomption-de-la-Vierge (Lage) | PM10002873    | Classé         | 1896  |                |
| Schrein des heiligen Flavit                                                           | Holz, bemalt, 15. Jahrhundert; verschwunden                                                                   | Villemaur-sur-Vanne, in der Kirche Assomption-de-la-Vierge (Lage) | PM10002883    | Classé         | 1913  |                |
| Skulptur Johannes Evangelist                                                          | Teil der Kreuzigungsgruppe auf dem Lettner; Holz, farbig gefasst und vergoldet, 16. Jahrhundert               | Villemaur-sur-Vanne, in der Kirche Assomption-de-la-Vierge (Lage) | PM10002890    | Classé         | 1960  |                |
| Skulptur Heiliger Flavit                                                              | Kalkstein, farbig gefasst, erste Hälfte des 16. Jahrhunderts                                                  | Villemaur-sur-Vanne, in der Kirche Assomption-de-la-Vierge (Lage) | PM10002896    | Classé         | 1982  |                |
| Skulptur Madonna mit Kind (3)                                                         | Kalkstein, farbig gefasst und vergoldet, 14. Jahrhundert                                                      | Villemaur-sur-Vanne, in der Kirche Assomption-de-la-Vierge (Lage) | PM10002897    | Classé         | 1981  |                |
| Zwei Skulpturen: Maria und Verkündigungsengel                                         | Kalkstein, farbig gefasst und vergoldet, 16. Jahrhundert                                                      | Villemaur-sur-Vanne, in der Kirche Assomption-de-la-Vierge (Lage) | PM10002898    | Classé Inscrit | 1981  |                |